# Paris Saint-Germain Football Club 2021-2022 (femminile)
Questa voce raccoglie le informazioni riguardanti la squadra femminile del Paris Saint-Germain nelle competizioni ufficiali della stagione  2021-2022.

## Divise e sponsor
Le tenute di gioco sono le stesse del Paris Saint-Germain maschile. Lo sponsor tecnico per la stagione 2021-2022 è Nike, mentre lo sponsor ufficiale è Accor, con il proprio programma fedeltà Accor Live Limitless. La maglia home, marchiata Air Jordan, è blu con il girocollo e i bordi delle maniche bianco-blu-rossi, mentre la tradizionale fascia centrale è disegnata con un gioco tono su tono. I pantaloncini presentano il design a diamante reso iconico dai Chicago Bulls di Michael Jordan, con lo stemma del club e il logo del brand sui lati. I calzettoni sono blu con la fascia bianca-rosso-blu in orizzontale. La maglia away è bianca con una sorta di fascia centrale rosa e nero, gli stessi colori usati per i bordi delle maniche. I pantaloncini sono bianchi mentre i calzettoni bianchi presentano un risvolto rosa-nero.
| Casa | Trasferta |

## Organigramma societario
Area tecnica
- Allenatore: Didier Ollé-Nicolle
- Vice allenatore:
- Preparatore dei portieri:
- Preparatore atletico:
- Preparatore atletico:
- Medico sociale:
- Fisioterapista:
- Analista video:

## Rosa
Rosa, ruoli e numeri di maglia come da sito ufficiale, integrati da statistiche da sito footofeminin.fr, aggiornati al 29 marzo 2022.
| N. |                     | Ruolo | Calciatrice             |
| -- | ------------------- | ----- | ----------------------- |
| 4  | Polonia (bandiera)  | D     | Paulina Dudek           |
| 5  | Francia (bandiera)  | D     | Elisa De Almeida        |
| 6  | Brasile (bandiera)  | C     | Luana                   |
| 7  | Francia (bandiera)  | D     | Sakina Karchaoui        |
| 8  | Francia (bandiera)  | C     | Grace Geyoro            |
| 9  | Francia (bandiera)  | A     | Marie-Antoinette Katoto |
| 10 | Svizzera (bandiera) | A     | Ramona Bachmann         |
| 11 | Francia (bandiera)  | A     | Kadidiatou Diani        |
| 12 | Canada (bandiera)   | D     | Ashley Lawrence         |
| 13 | Germania (bandiera) | C     | Sara Däbritz            |
| 14 | Francia (bandiera)  | C     | Kheira Hamraoui         |
| 15 | Svezia (bandiera)   | D     | Amanda Ilestedt         |
| 16 | Francia (bandiera)  | P     | Constance Picaud        |

| N. |                       | Ruolo | Calciatrice          |
| -- | --------------------- | ----- | -------------------- |
| 17 | Norvegia (bandiera)   | A     | Celin Bizet Ildhusøy |
| 18 | Francia (bandiera)    | C     | Laurina Fazer        |
| 19 | Francia (bandiera)    | D     | Estelle Cascarino    |
| 20 | Francia (bandiera)    | C     | Aminata Diallo       |
| 21 | Francia (bandiera)    | C     | Sandy Baltimore      |
| 23 | Canada (bandiera)     | A     | Jordyn Huitema       |
| 27 | Francia (bandiera)    | C     | Léa Khelifi          |
| 28 | Francia (bandiera)    | D     | Jade Le Guilly       |
| 29 | Francia (bandiera)    | A     | Hawa Sangaré         |
| 30 | Rep. Ceca (bandiera)  | P     | Barbora Votíková     |
| 34 | Portogallo (bandiera) | D     | Nelly Rodrigues      |
| 40 | Germania (bandiera)   | P     | Charlotte Voll       |
| 50 | Francia (bandiera)    | P     | Océane Toussaint     |
|    | Canada (bandiera)     | P     | Stephanie Labbé      |

## Calciomercato

### Sessione estiva
| Acquisti | Acquisti             | Acquisti        | Acquisti      |
| R.       | Nome                 | da              | Modalità      |
| -------- | -------------------- | --------------- | ------------- |
| P        | Stephanie Labbé      | Rosengård       | [ 5 ]         |
| P        | Constance Picaud     | Le Havre        | [ 6 ]         |
| P        | Barbora Votíková     | Slavia Praga    | [ 7 ]         |
| D        | Estelle Cascarino    | Bordeaux        | [ 8 ]         |
| D        | Elisa De Almeida     | Montpellier     | [ 9 ]         |
| D        | Sakina Karchaoui     | Olympique Lione | [ 10 ]        |
| D        | Amanda Ilestedt      | Bayern Monaco   | [ 11 ]        |
| C        | Aminata Diallo       | Atlético Madrid | fine prestito |
| C        | Kheira Hamraoui      | Barcellona      | [ 13 ]        |
| C        | Léa Khelifi          | Digione         | fine prestito |
| A        | Celin Bizet Ildhusøy | Vålerenga       | [ 14 ]        |
| A        | Hawa Sangaré         | Le Havre        | fine prestito |

| Cessioni | Cessioni          | Cessioni          | Cessioni    |
| R.       | Nome              | a                 | Modalità    |
| -------- | ----------------- | ----------------- | ----------- |
| P        | Christiane Endler | Olympique Lione   |             |
| P        | Alice Pinguet     | Le Havre          | in prestito |
| D        | Perle Morroni     | Olympique Lione   |             |
| D        | Irene Paredes     | Barcellona        |             |
| D        | Bénédicte Simon   | Atlético Madrid   |             |
| C        | Formiga           | San Paolo         |             |
| A        | Signe Bruun       | Olympique Lione   |             |
| A        | Nadia Nadim       | Racing Louisville |             |

### Operazioni esterne alle sessioni
| Acquisti         | Acquisti | Acquisti | Acquisti |
| R.               | Nome     | da       | Modalità |
| ---------------- | -------- | -------- | -------- |
|                  |          |          |          |
| Altre operazioni |          |          |          |
| R.               | Nome     | da       | Modalità |
|                  |          |          |          |

| Cessioni         | Cessioni         | Cessioni         | Cessioni         |
| Altre operazioni | Altre operazioni | Altre operazioni | Altre operazioni |
| R.               | Nome             | a                | Modalità         |
| ---------------- | ---------------- | ---------------- | ---------------- |
| P                | Stephanie Labbé  |                  | svincolata       |

## Risultati

### Division 1

#### Girone di andata
| Arbitro: | Alexandra Collin |

|                                                                   |           |  |
| Baltimore 15’ Däbritz 21’ Diani 35’ Yango 61’ (aut.) Bachmann 85’ | Marcatori |  |

| Arbitro: | Maïka Vanderstichel |

|  |           |                   |
|  | Marcatori | 8’ (rig.) Däbritz |

| Arbitro: | Charlène Laur |

|  |           |                          |
|  | Marcatori | 33’ Katoto 67’ Baltimore |

| Arbitro: | Victoria Beyer |

|                                              |           |  |
| Katoto 18’, 26’ Diani 43’ Däbritz 59’ (rig.) | Marcatori |  |

| Arbitro: | Gabrielle Guillot |

|                                                              |           |  |
| Renard 3’ (aut.) Katoto 17’, 40’, 44’ Diallo 82’ Khelifi 87’ | Marcatori |  |

| Arbitro: | Clémence Gonçalves |

|                        |           |  |
| Däbritz 43’ Katoto 66’ | Marcatori |  |

| Arbitro: | Audrey Gerbel |

|  |           |                                         |
|  | Marcatori | 24’ Diani 58’ (aut.) Goetsch 60’ Katoto |

| Arbitro: | Sílvia Andreia Rosa Domingos |

|                                                                                |           |              |
| Macario 15’ (rig.)} Van de Donk 18’ Malard 55’ Egurrola 59’ Hegerberg 79’, 82’ | Marcatori | 75’ Ilestedt |

| Arbitro: | Clémence Gonçalves |

|                                                                                  |           |  |
| Khelifi 4’, 38’ Dudek 25’ Diani 45’, 85’ (rig.) Baltimore 55’ (rig.) Huitema 74’ | Marcatori |  |

| Arbitro: | Charlène Laur |

|  |           |                              |
|  | Marcatori | 53’, 80’ Khelifi 90+2’ Diani |

| Arbitro: | Victoria Beyer |

|               |           |  |
| Karchaoui 69’ | Marcatori |  |

#### Girone di ritorno
| Arbitro: | Charlène Laur |

|                                                     |           |  |
| Geyoro 2’ Katoto 15’, 42’ Baltimore 58’ Däbritz 70’ | Marcatori |  |

| Arbitro: | Gabrielle Guillot |

|  |           |                                          |
|  | Marcatori | 10’, 64’, 68’ Katoto 45’ Diani 58’ Dudek |

| Arbitro: | Emeline Rochebilière |

|                       |           |                                                       |
| Cambot 75’ Fleury 80’ | Marcatori | 21’ Geyoro 28’, 42’ Däbritz 37’, 67’ Katoto 56’ Diani |

| Arbitro: | Victoria Beyer |

|  |           |                                                   |
|  | Marcatori | 8’ Geyoro 22’ (rig.) Dudek 62’ Diani 89’ Bachmann |

| Saint-Germain-en-Laye 11 marzo 2022, ore 21:00 CET 16ª giornata | Paris Saint-Germain  | 0 – 0 referto | Montpellier | Stadio Georges Lefèvre (387 spett.)\| Arbitro: \| Emeline Rochebilière \| |
| Arbitro:                                                        | Emeline Rochebilière |               |             |                                                                           |

| Arbitro: | Gabrielle Guillot |

|                          |           |  |
| Karchaoui 13’ Diallo 84’ | Marcatori |  |

| Parigi 3 aprile 2022, ore 12:45 CEST 18ª giornata | Paris FC      | 0 – 0 referto | Paris Saint-Germain | Stadio Charléty (2 519 spett.)\| Arbitro: \| Audrey Gerbel \| |
| Arbitro:                                          | Audrey Gerbel |               |                     |                                                               |

| Arbitro: | Emeline Rochebilière |

|                                                               |           |                |
| Katoto 31’, 83’ Geyoro 49’ Däbritz 65’ Diani 68’ Bachmann 90’ | Marcatori | 35’ Peruzzetto |

| Arbitro: | Clémence Gonçalves |

|                    |           |                                              |
| Huitema 76’ (aut.) | Marcatori | 14’, 51’, 87’ Diani 65’ Katoto 90+4’ Huitema |

| Arbitro: | Alexandra Collin |

|  |           |            |
|  | Marcatori | 3’ Macario |

| Arbitro: | Emeline Rochebilière |

|              |           |  |
| Dumornay 45’ | Marcatori |  |

### Coppa di Francia
| Arbitro: | Clémence Gonçalves |

|  |                      |  |
|  | Tiri di rigore 4 – 5 |  |

| Arbitro: | Victoria Beyer |

|                                    |           |  |
| Baltimore 48’ Diani 76’ Katoto 85’ | Marcatori |  |

| Arbitro: | Savina Elbour |

|            |           |                                    |
| Lakrar 72’ | Marcatori | 35’ Hamraoui 51’ Geyoro 63’ Katoto |

| Arbitro: | Emeline Rochebilière |

|                      |           |                                         |
| Kouassi 8’ Yango 21’ | Marcatori | 35’, 45’ Katoto 59’ Karchaoui 76’ Diani |

| Arbitro: | Savina Elbour |

|  |           |                                                                |
|  | Marcatori | 3’, 7’, 31’ Katoto 9’ Dudek 12’, 58’ Lawrence 13’, 72’ Däbritz |

### UEFA Women's Champions League

#### Fase a gironi
| Arbitro: | Iuliana Demetrescu |

|  |           |                        |
|  | Marcatori | 17’ Khelifi 89’ Geyoro |

| Arbitro: | Sara Persson |

|                                             |           |  |
| Huitema 25’, 32’, 42’ Dudek 59’ Khelifi 88’ | Marcatori |  |

| Arbitro: | Welch |

|                                               |           |  |
| Katoto 13’, 54’ Däbritz 41’ Gálvez 65’ (aut.) | Marcatori |  |

| Arbitro: | Cheryl Foster |

|  |           |                          |
|  | Marcatori | 33’ Katoto 70’ Karchaoui |

| Arbitro: | Frida Nielsen |

|  |           |                                                                    |
|  | Marcatori | 15’ Huitema 21’, 40’ Bachmann 37’ Baltimore 44’ Fazer 54’ Ilestedt |

| Arbitro: | Ewa Augustyn |

|                                                                   |           |  |
| Bachmann 10’ Huitema 45’, 90+4’ Diani 60’ Baltimore 69’ Luana 86’ | Marcatori |  |

#### Fase a eliminazione diretta
| Arbitro: | Marta Huerta De Aza |

|          |           |                 |
| Bühl 84’ | Marcatori | 20’, 71’ Katoto |

| Arbitro: | Esther Staubli |

|                             |           |                          |
| Baltimore 17’ Bachmann 112’ | Marcatori | 19’ Kumagai 55’ Schüller |

| Arbitro: | Ivana Martinčić |

|                                    |           |                            |
| Renard 23’ (rig.) Macario 34’, 50’ | Marcatori | 6’ Katoto 58’ (rig.) Dudek |

| Arbitro: | Rebecca Welch |

|            |           |                          |
| Katoto 62’ | Marcatori | 14’ Hegerberg 83’ Renard |

## Statistiche

### Statistiche di squadra
| Competizione     | Punti | In casa | In casa | In casa | In casa | In casa | In casa | In trasferta | In trasferta | In trasferta | In trasferta | In trasferta | In trasferta | Totale | Totale | Totale | Totale | Totale | Totale | DR  |
| Competizione     | Punti | G       | V       | N       | P       | Gf      | Gs      | G            | V            | N            | P            | Gf           | Gs           | G      | V      | N      | P      | Gf     | Gs     | DR  |
| ---------------- | ----- | ------- | ------- | ------- | ------- | ------- | ------- | ------------ | ------------ | ------------ | ------------ | ------------ | ------------ | ------ | ------ | ------ | ------ | ------ | ------ | --- |
| Division 1       | 53    | 10      | 9       | 1       | 0       | 38      | 1       | 10           | 8            | 1            | 1            | 30           | 9            | 20     | 17     | 2      | 1      | 68     | 10     | +58 |
| Coppa di Francia | -     | 1       | 1       | 0       | 0       | 3       | 0       | 4            | 3            | 1            | 0            | 15           | 3            | 5      | 4      | 1      | 0      | 18     | 3      | +15 |
| Champions League | -     | 4       | 3       | 1       | 0       | 17      | 2       | 5            | 4            | 0            | 1            | 14           | 4            | 9      | 7      | 1      | 1      | 31     | 6      | +25 |
| Totale           | -     | 15      | 13      | 2       | 0       | 58      | 3       | 19           | 15           | 2            | 2            | 59           | 16           | 34     | 28     | 4      | 2      | 117    | 19     | +98 |

### Andamento in campionato
| Giornata  | 1 | 2 | 3 | 4 | 5 | 6 | 7 | 8 | 9 | 10 | 11 | 12 | 13 | 14 | 15 | 16 | 17 | 18 | 19 | 20 | 21 | 22 |
| --------- | - | - | - | - | - | - | - | - | - | -- | -- | -- | -- | -- | -- | -- | -- | -- | -- | -- | -- | -- |
| Luogo     | C | T | T | C | C | C | T | T | C | T  | C  | C  | T  | T  | T  | C  | C  | T  | C  | T  | C  | T  |
| Risultato | V | V | V | V | V | V | V | P | V | V  | V  | V  | V  | V  | V  | N  | V  | N  | V  | V  | P  | P  |
| Posizione | 1 | 2 | 2 | 2 | 2 | 2 | 2 | 2 | 2 | 2  | 2  | 2  | 2  | 2  | 2  | 2  | 2  | 2  | 2  | 2  | 2  | 2  |

Legenda:

Luogo: C = Casa; T = Trasferta. Risultato: V = Vittoria; N = Pareggio; P = Sconfitta.

### Statistiche delle giocatrici
| Giocatore     | Division 1 | Division 1 | Division 1  | Division 1 | Coppa di Francia | Coppa di Francia | Coppa di Francia | Coppa di Francia | Champions League | Champions League | Champions League | Champions League | Totale   | Totale | Totale      | Totale     |
| Giocatore     | Presenze   | Reti       | Ammonizioni | Espulsioni | Presenze         | Reti             | Ammonizioni      | Espulsioni       | Presenze         | Reti             | Ammonizioni      | Espulsioni       | Presenze | Reti   | Ammonizioni | Espulsioni |
| ------------- | ---------- | ---------- | ----------- | ---------- | ---------------- | ---------------- | ---------------- | ---------------- | ---------------- | ---------------- | ---------------- | ---------------- | -------- | ------ | ----------- | ---------- |
| R. Bachmann   | 13         | 3          | 0           | 0          | 3                | 0                | 0                | 0                | 8                | 4                | 1                | 0                | 24       | 7      | 1           | 0          |
| S. Baltimore  | 18         | 4          | 2           | 0          | 4                | 1                | 0                | 0                | 9                | 3                | 2                | 0                | 31       | 8      | 4           | 0          |
| B.J. Benera   | -          | -          | -           | -          | -                | -                | -                | -                | 1                | 0                | 0                | 0                | 1        | 0      | 0           | 0          |
| E. Cascarino  | 11         | 0          | 2           | 0          | 0                | 0                | 0                | 0                | 3                | 0                | 0                | 1                | 14       | 0      | 2           | 1          |
| S. Däbritz    | 17         | 8          | 1           | 0          | 2                | 0                | 0                | 0                | 7                | 1                | 0                | 0                | 26       | 9      | 1           | 0          |
| E. De Almeida | 14         | 0          | 0           | 0          | 4                | 0                | 1                | 0                | 8                | 0                | 2                | 0                | 26       | 0      | 3           | 0          |
| A. Diallo     | 14         | 2          | 0           | 0          | 3                | 0                | 1                | 0                | 5                | 0                | 0                | 0                | 22       | 2      | 1           | 0          |
| K. Diani      | 16         | 10         | 3           | 0          | 2                | 2                | 0                | 0                | 8                | 1                | 0                | 0                | 26       | 13     | 3           | 0          |
| P. Dudek      | 16         | 3          | 0           | 0          | 3                | 0                | 0                | 0                | 8                | 2                | 1                | 0                | 27       | 5      | 1           | 0          |
| L. Fazer      | 6          | 0          | 0           | 0          | 2                | 0                | 0                | 0                | 6                | 1                | 0                | 0                | 14       | 1      | 0           | 0          |
| M. Folquet    | 2          | 0          | 0           | 0          | -                | -                | -                | -                | 4                | 0                | 1                | 0                | 6        | 0      | 1           | 0          |
| G. Geyoro     | 17         | 4          | 0           | 0          | 4                | 1                | 1                | 0                | 8                | 1                | 1                | 0                | 29       | 6      | 2           | 0          |
| K. Hamraoui   | 12         | 0          | 2           | 0          | 3                | 1                | 0                | 0                | 3                | 0                | 0                | 0                | 18       | 1      | 2           | 0          |
| J. Huitema    | 15         | 1          | 0           | 0          | 2                | 0                | 0                | 0                | 7                | 6                | 1                | 0                | 24       | 7      | 1           | 0          |
| O. Hurtré     | 1          | 0          | 0           | 0          | -                | -                | -                | -                | 1                | 0                | 0                | 0                | 2        | 0      | 0           | 0          |
| C.B. Ildhusøy | 5          | 0          | 0           | 0          | 0                | 0                | 0                | 0                | 2                | 0                | 0                | 0                | 7        | 0      | 0           | 0          |
| A. Ilestedt   | 12         | 1          | 0           | 0          | 2                | 0                | 0                | 0                | 8                | 1                | 1                | 0                | 22       | 2      | 1           | 0          |
| S. Karchaoui  | 16         | 2          | 0           | 0          | 4                | 1                | 0                | 0                | 8                | 1                | 2                | 0                | 28       | 4      | 2           | 0          |
| M. Katoto     | 18         | 17         | 0           | 0          | 4                | 4                | 2                | 0                | 6                | 6                | 0                | 0                | 28       | 27     | 2           | 0          |
| L. Khelifi    | 11         | 5          | 3           | 0          | 1                | 0                | 0                | 0                | 4                | 2                | 1                | 0                | 16       | 7      | 4           | 0          |
| S. Labbé      | 3          | 0          | 0           | 0          | -                | -                | -                | -                | 3                | 0                | 0                | 0                | 6        | 0      | 0           | 0          |
| A. Lawrence   | 14         | 0          | 0           | 1          | 4                | 0                | 1                | 0                | 8                | 0                | 0                | 0                | 26       | 0      | 1           | 1          |
| J. Le Guilly  | 5          | 0          | 0           | 0          | -                | -                | -                | -                | 2                | 0                | 0                | 0                | 7        | 0      | 0           | 0          |
| Luana         | 5          | 0          | 1           | 0          | 2                | 0                | 0                | 0                | 3                | 1                | 0                | 0                | 10       | 1      | 1           | 0          |
| C. Picaud     | 1          | -1         | 0           | 0          | -                | -                | -                | -                | 0                | 0                | 0                | 0                | 1        | -1     | 0           | 0          |
| N. Rodrigues  | 1          | 0          | 0           | 0          | -                | -                | -                | -                | -                | -                | -                | -                | 1        | 0      | 0           | 0          |
| H. Sangaré    | -          | -          | -           | -          | -                | -                | -                | -                | 1                | 0                | 0                | 0                | 1        | 0      | 0           | 0          |
| O. Toussaint  | 0          | 0          | 0           | 0          | -                | -                | -                | -                | 0                | 0                | 0                | 0                | 0        | 0      | 0           | 0          |
| C. Voll       | 4          | 0          | 0           | 0          | 0                | 0                | 0                | 0                | 1                | 0                | 0                | 0                | 5        | 0      | 0           | 0          |
| B. Votíková   | 11         | -9         | 0           | 0          | 4                | -3               | 0                | 0                | 5                | -6               | 0                | 0                | 20       | -18    | 0           | 0          |